# Aykut Uluç
Aykut Uluç (* 10. Januar 1993 in Bozdoğan) ist ein türkischer Fußballspieler.

## Karriere
Uluç erlernte das Fußballspielen der Reihe nach in den Jugendmannschaften von Armutalan Belediyespor, Marmaris Belediyespor und Konyaspor. Für die Saison 2011/12 wurde Konyaspor ein Transferverbot seitens der UEFA auferlegt, sodass man mit den vorhandenen Spielern bzw. mit den Spielern aus den Jugend- und Reservemannschaften die Saison überstehen musste. So wurde Uluç zur Saison 2011/12 mit einem Profivertrag versehen und in den Profikader aufgenommen. Am letzten Spieltag gab er in der Zweitligapartie sein Debüt bei den Profis. Für die Spielzeit 2012/13 wurde  an den Drittligisten Anadolu Selçukluspor ausgeliehen. Im Sommer 2013 wurde sein Leihvertrag um ein Jahr verlängert.
Im August 2016 wurde er vom Viertligisten Afjet Afyonspor angeheuert.

## Erfolge
Mit Afjet Afyonspor
- Play-off-Sieger der TFF 2. Lig und Aufstieg in die TFF 1. Lig: 2017/18